# Oton I. (bavarski vojvoda)
Oton Rdečelasec, bavarski vojvoda (kot I.), bavarski palatinski grof (kot VI.), grof von Scheyern (kot VIII.), * okrog 1117, Kelheim, † 11. julij 1183, Pfullendorf na območju Tübingena.
Oton, sposoben in aktiven vojskovodja in pogajalec, je vse življenje stal ob strani svojega daljnega sorodnika, cesarja Friderika I. Barbarosse. Ob političnem padcu vojvode Henrika Leva mu je cesar za zasluge podelil vojvodstvo na Bavarskem. Oton je bil prvi bavarski vojvoda iz rodbine Wittelsbachov; rodbina je Bavarski vladala do leta 1919.

## Poreklo in mladost
Oton je bil sin grofa Otona V. von Scheyern, bavarskega palatinskega grofa (†1156), in njegove žene Heilike von Lengenfeld. Kot je bilo v tistem času za plemiče v navadi, je bila njegova vzgoja vojaška. Oče ga je leta 1147 vzel s seboj na ponesrečeni križarski pohod kralja Konrada III. v Sveto deželo, kjer je imel priložnost, da se je seznanil s kasnejšim cesarjem Friderikom Barbarosso, s katerim sta bila tudi v sorodstvu (Sofija Ogrska (†1095) je bila njuna prababica).

## Sodelovanje s cesarjem
Odkar je leta 1152 Friderik Barbarossa postal nemški kralj, je bil Oton eden njegovih najbližjih svetovalcev in poveljnikov. Skupaj z Rainaldom von Dasselom (†1167), kölnskim nadškofom in cesarjevim kanclerjem za Italijo, je aktivno sodeloval pri uresničevanju cesarjevih načrtov. Na prvem Friderikovem pohodu v Italijo (1154-55) je vodil del njegove vojske in, poleg saškega in bavarskega vojvode Henrika Leva, požel kar največ hvale. Oton se je izkazal pri zavzetju Tortone, najbolj pa na povratku, ko je s svojimi vojaki rešil cesarjevo vojsko iz pasti, v katero je zašla v Veronski soteski 
Oton je leta 1156, po smrti očeta, nasledil urad bavarskega palatinskega grofa, njegove posesti in namestništva. Poleti 1157 se je udeležil Friderikovega pohoda na Poljsko. Septembra istega leta je sodeloval na dvornem zboru v Besançonu, kjer so bili prisotni tudi papeški legati, med njimi kasnejši papež Rolando Bandinelli. Ob prevodu pisma papeža Hadrijana IV. so dobili nemški knezi vtis, da se papež hierarhično postavlja nad cesarja. V ogorčenju, ki je nastalo, je Oton celo potegnil meč iz nožnice in s tem nazorno pokazal svojo privrženost cesarju.
Cesar je leta 1158 poslal Otona in kanclerja Rainalda v Italijo, da pripravita pot njegovemu drugemu pohodu v Italijo. Poleti 1159 je bil spet kot cesarjev odposlanec v Rimu, kjer so ga senat in meščani sprejeli s častmi. S cesarjem se je bojeval pri obleganjih lombardskih mest, Milana, Creme. V cerkvenem razkolu po smrti papeža Hadrijana IV. je, tako kot cesar, priznal protipapeža Viktorja IV., zaradi česar je papež Aleksander III. tudi njega izobčil.
Oton je leta 1167 spremljal cesarja na njegovem četrtem pohodu v Italijo, a ga je cesar, verjetno že pred obleganjem Ancone, skupaj z avstrijskim mejnim grofom Henrikom II. Jazomirgotom poslal na misijo v Konstantinopel.
Zdi se, da Oton v sedemdesetih letih ni bil več toliko v bližini cesarja, ni pa izgubil njegove naklonjenosti. Leta 1174 ni manjkal na petem cesarjevem pohodu v Italijo in pri ponesrečenem obleganju Aleksandrije; bil je tam med pogajalci premirja, kar mu je prihranilo sodelovanje pri hudem porazu cesarske vojske pri Legnanu. Leta 1179 je odšel z bratom Konradom, mainškim in salzburškim nadškofom, v Rim, se pobotal s cerkvijo in prisostvoval sinodi na Lateranu.
Po padcu Henrika Leva (1180) je cesar Otona imenoval za vojvodo Bavarske, od katere pa je prej ločil Štajersko, ki jo je povzdignil v samostojno vojvodino in jo podelil rodbini Otokarjev. Podelitev Bavarske je bila uradno izpeljana 16. septembra 1180 na zboru v turinškem Altenburgu, ob soglasju prisotnih knezov. S tem je kot Oton I. postal prvi bavarski vojvoda iz rodbine Wittelsbachov. Rodbina je vladala Bavarski vse do leta 1919, od leta 1806 naprej kot kralji.
Oton I. je sklical svoj prvi deželni zbor v Regensburgu 23. novembra 1180. Novemu vojvodi sta se prišla na zbor poklonit samo dva grofa: mestni grof Friderik von Regensburg in grof Henrik von Frontenhausen. Odsotnost bavarskega visokega plemstva, med katerim so bili najmočnejši grofje Andeški in grofje Bogenski, je bilo očitno znamenje neodobravanja novega imenovanja. Otonu I. so bile v oporo njegove obsežne rodbinske posesti, velika naklonjenost cesarja in pomoč bratov,  Konrada, ki je bil mainški in salzburški nadškof in vodja bavarske cerkvene države, ter najmlajšega brata, ki je bil tudi Oton  in je za njim prevzel urad bavarskega palatinskega grofa. Oton I. se je lotil urejanja bavarske zakonodaje, ki je bila v času vladanja Henrika Leva zelo zanemarjena. 
Oton I. je leta 1183 spremljal cesarja v Konstanco na sklepanje miru z lombardskimi mesti. Na povratku je umrl v vasi Pfullendorf. Pokopan je v samostanu Scheyern.
Po Otonovi smrti je cesar za novega bavarskega vojvodo imenoval njegovega mladoletnega sina Ludvika I.

## Družina
Oton I. se je leta 1169 v Kelheimu poročil z Agnes (1150-1191), hčerko grofa Ludvika I. von Loon. Imela sta 10 otrok:
- Oton (1169-1178)
- Ulrik
- Agnes
- Heilika (1171-1200) ∞ (pred 1178) grof Dietrich von Wasserburg in Viechtenstein
- Agnes (1172-1200) ∞ (pred 1177) grof Henrik I. von Plain
- hči  (*1176) ∞ (1190) grof Adelbert III. von Dillingen
- Richardis (1173-1231); ∞ (1186) grof Oton I. von Geldern in Zütphen
- Elizabeta (1178-1189/1190) ∞ mejni grof Bertold II. von Vohburg
- Ludvik Kelheimer (1173-1231) ∞ (1204) češka princesa Ludmila, vdova po grofu Albertu III. von Bogen

-*Zofija (1170-1238) ∞ (1196) deželni grof Hermann I. Turinški